# ولايات ومناطق الصومال
الصومال جمهورية فيدرالية تتكون من ست ولايات اتحادية. تنقسم الصومال أيضًا إلى 18 منطقة إدارية (تُسمى بصيغة الجمع «غوبولو»، وبصيغة المفرد غوبول)، والتي تنقسم بدورها إلى مقاطعات. فقط منطقة واحدة، بنادر، ليست جزءًا من أي ولاية.

## تاريخ
أرض البنط هي ولاية اتحادية في شمال شرق الصومال. غلمدغ هي ولاية اتحادية في وسط الصومال. جوبا لاند هي ولاية اتحادية في جنوب الصومال. في نوفمبر 2014، تم إنشاء ولاية جنوب غرب الصومال. ثم تم تشكيل ولاية هيرشبيلي في أكتوبر 2016.
البرلمان الاتحادي مكلف باختيار العدد النهائي وحدود الولايات الإقليمية المتمتعة بالحكم الذاتي داخل جمهورية الصومال الفيدرالية. تحقيقا لهذه الغاية، أقر المجلس التشريعي في ديسمبر 2014 قانونا بإنشاء لجنة الحدود والفيدرالية. الهيئة مكلفة بتحديد حدود الولايات المكونة للبلاد، وكذلك التحكيم بينها.
اعتبارًا من عام 2016، تم تقسيم الصومال رسميًا إلى 6 ولايات أعضاء اتحادية، بما في ذلك أرض الصومال المزعومة ولكن غير الخاضعة للرقابة:
- غلمدغ ( 78,000 كـم2 (30,000 ميل2)
- هيرشبيلي ( 120,000 كـم2 (46,000 ميل2)
- جوبا لاند ( 110,000 كـم2 (42,000 ميل2)
- بونتلاند ( 212,000 كـم2 (82,000 ميل2)
- الجنوب الغربي ( 98,000 كـم2 (38,000 ميل2)

## المناطق
أسس الرئيس الصومالي محمد سياد بري خمس من هذه المناطق في عامي 1974 و1975 لأسباب سياسية: جوبا الوسطى، وجوبا السفلى، وجدو، وباي، وبكول. في نفس الوقت تقلصت بنادر لتتكون من مقديشو فقط.
فيما يلي مناطق الصومال، وعواصمها موضحة بين قوسين:
- بكول (حودر)
- بنادر (مقديشو)
- باري (بوصاصو)
- باي (بيدوا)
- جلجدود (طوس مريب)
- جدو (جربهاري)
- هيران (بلد وين)
- جوبا السفلى (كيسمايو)
- شبيلي السفلى (مركا) - تأسست عام 1984[بحاجة لمصدر]
- جوبا الوسطى (بوالي)
- شبيلي الوسطى (جوهر)
- مدج (جالكعيو)
- نوجال (جروي)